# 小基涅利河
小基涅利河是俄羅斯的河流，位於奧倫堡州和薩馬拉州，屬於大基涅利河的左支流，河道全長201公里，流域面積約2,690平方公里，河水主要來自融雪，每年十一月至翌年四月結冰。